# イグナツィ・ウカシェヴィチ
ヤン・ユゼフ・イグナツィ・ウカシェヴィチ（ポーランド語: Jan Józef Ignacy Łukasiewicz; ポーランド語発音: [wukaˈɕɛvʲitʂ]; 1822年3月8日 - 1882年1月7日）は、1856年に世界最初の石油精製所を建設したポーランド人の石油産業の先駆者、薬剤師。
浸出油から灯油を蒸留する方法の発見、近代灯油ランプの発明(1853年)、ヨーロッパ最初の近代街灯の導入(1853年)、世界最初の近代油井の建設(1854年)等の業績で知られる。
資産家にして中央欧州ガリツィアにおける最も著名な慈善家の1人。彼による地域経済発展の援助ゆえに、俗説で舗装された道路はすべて彼のグルデン(当時の通貨名)に起因するといわれた。

## 生涯
オーストリア帝国(ポーランド分割後)ミーレックの近くにあるザドゥシュニキで1822年3月8日に誕生した。両親で旧姓シマヌスキだった母親アポロニアと父親ユゼフ・ウカシェヴィチは地元の知識階級の一員でありコシチュシュコ蜂起の参加経験者だった。
両親はザドゥシュニキに小さな荘園を借りていたが、イグナツィの誕生後は金銭難に陥って、ジェシュフへと引っ越しをしなければならなかった。ウカシェヴィチは地元中等学校(ギムナジウム)に入学したが、1836年に中退した。彼は両親を助けるためワンツトに移り、薬剤師の補助員として働き始めた。

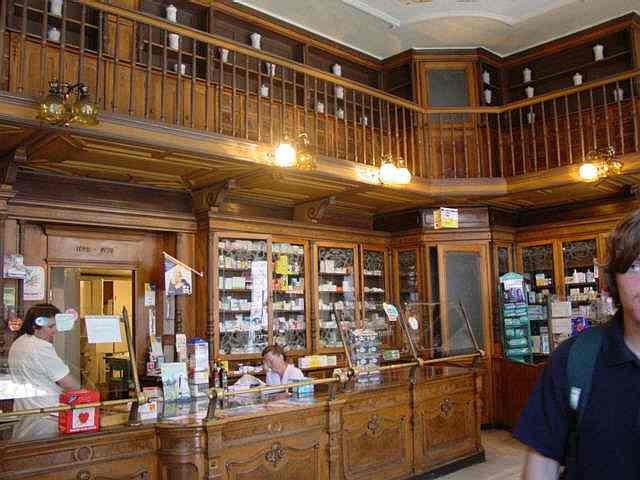
ミコラシュの薬局ゴールドスター

彼は、ポーランドの独立回復の考えをもっていた政治団体に関与した。 1840年、ジェシェフに帰還、エドヴァルト・ヒューブル(Edward Hübl)の薬局で働き続けた。1845年にエドヴァルト・デンボフスキ(Edward Dembowski)に会い、非合法団体ポーランド民主社会(Towarzystwo Demokratyczne Polskie. en)に入会した。組織の目的は列国の分割に対する全国民蜂起(クラクフ蜂起)を準備することだった。 ウカシェヴィチは1846年2月19日にオーストリア当局に逮捕され、リヴィウで投獄された。 彼は1847年12月27日に証拠不十分のため拘置所から釈放されたが、しかし、彼のその後について「政治的に信頼し難い」と政府によって見られていた。また、リヴィウに滞在するよう命じられた。
ウカシェヴィチはピオトル・ミコラシュ(Piotr Mikolasch)が所有する薬局「Pod Złotą Gwiazdą」(ゴールドスター)で働き始めた。ウカシェヴィチはリヴィウを離れ、クラクフ大学に入学した。 ミコラシュにより奨学金のほとんどを得て数年間勉学した後、彼は大学の試験を受け、卒業の足かせになった生薬学以外すべて合格した。やっとの思いの1852年7月30日にウカシェヴィチはウィーン大学の薬学科を卒業した。それから彼はリヴィウに戻った。

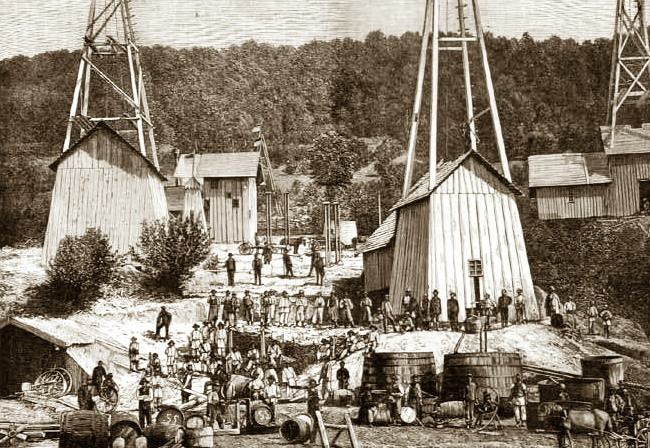
ガリツィアの油井(1881年)

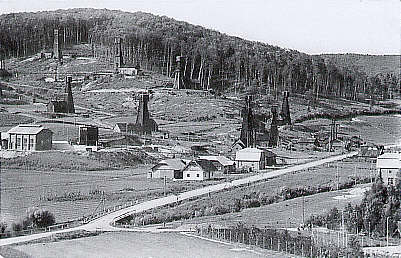
グラボブニツァ・スタジェンスカの油井 (1930年代)

彼は長い間、鯨油の安価な代替として浸出油の可能性に興味を抱いていた。1853年、ウカシェヴィチは同僚ヤン・ゼー(Jan Zeh)と一緒に、世界最初となる浸出油から澄んだ灯油の蒸留に成功した、カナダのアブラハム・ゲスナー(Abraham Gesner)は1846年に最初となる石炭を使って灯油へと精製した。1853年7月31日にウカシェヴィチは地元病院における緊急手術の照明として利用できる灯油ランプを生産、同日は近代石油産業の起点のひとつと考えられている。
ウカシェヴィチは1854年始めにゴルリツェに移り、仕事を続けた。彼は土地所有者や起業家ら多くの企業と一緒に事業を起こした。同年、彼はクロスノ近くのボーブルカで、世界最初の油井(2006年時点でまだ稼働中)を開始した。同時に、ウカシェヴィチは灯油ランプにおける作業を続けた。同年後半、ゴルリツェにあるザヴァジ地区で最初となる灯油による街灯を設置した。さらにその後数年間で地元の商人や実業家と合弁で複数の油井をそれぞれ開始した。1856年、ヤスウォの近くのウラゾヴィッチェで世界最初の産業用石油精製所「油分留所」を開設した。灯油の需要は依然として低かったので、最初は設備のほとんどを、人工的なアスファルト、機械油、ならびに潤滑剤等を製造した。石油精製所は1859年に火災で焼失したが、翌年にクロスノの近くにあるポランカで再建した。
1858年にヤスウォへと居住したウカシェヴィチは1863年には資産家だった。彼は公然と1863年1月蜂起や難民のために資金調達を支援した。 彼は1865年に大きな有地やホルクフカの村を買った。そこでさらに新たな石油精製所を設立した。ガリシアにおいて最大の富のひとつを得、ウカシェヴィチはゴルリツェとドクラの地域で石油産業の発展を促進した。彼はロピアンカ、ヴィリシュニャ、スメレチュネ、ロパ、ヴィトヴァ等の領域内にある油井を含む複数の油採掘企業に彼の名前を与えた。また、彼は地域の後援者となり、ボブルカで温泉リゾート、ホルクフカで礼拝堂、ズレンチンに大きな教会等をそれぞれ建設した。
この時代における最もよく知られた実業家の一人として、ウカシェヴィチはガリツィア・セイム(議会)の議員に選出された。 さらに1877年、最初の石油産業会議を開会、国営石油協会を設立した。
ウカシェヴィチは1882年1月7日にホルクフカで肺炎のため亡くなった。彼が資金調達したズレンチンにあるゴシック様式の復活教会の隣の小さな墓地に埋葬された。

## 言葉
"この液状物は国の将来の財産であり、人々に幸福や繁栄をもたらす、貧困層の新たな収入源にそしてまた豊かな実を結ぶ新しい産業部門になるだろう。" – 1854年